# Sân quần vợt (Hoàng thành Huế)
Sân quần vợt Bảo Đại là di tích trong khu vực đất trống ở phía Tây Bắc của Tử Cấm Thành, gần điện Kiến Trung, được xây dựng dưới thời Bảo Đại vào khoảng năm 1934 đến năm 1936.

## Đặc điểm

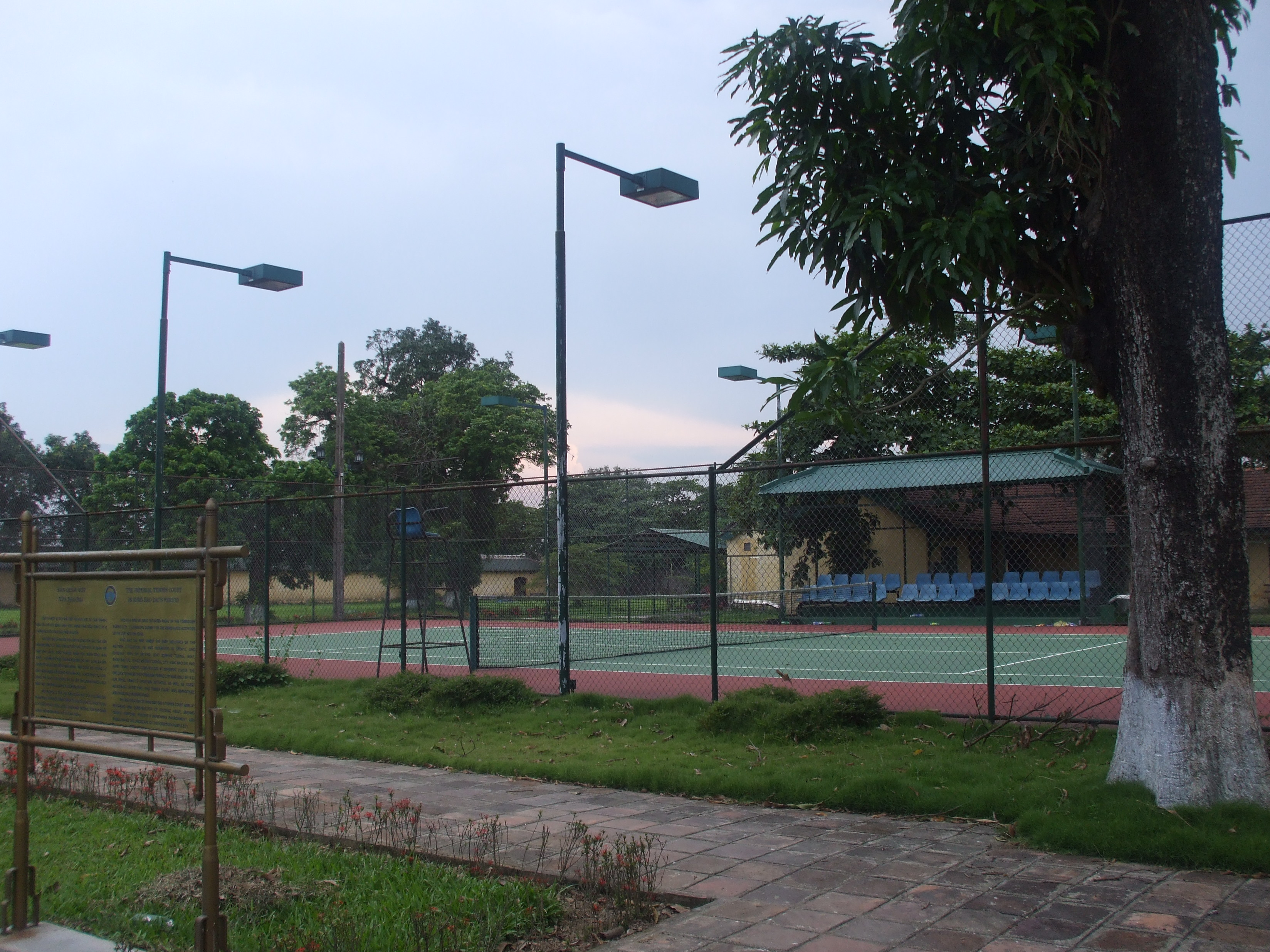

Mặt sân làm bằng bêtông trên diện tích 43,60x18,30m, Bên ngoài sân có một dải sân phụ chạy bao quanh. Sân chia thành hai phần: phần trong hình chữ nhật, kích thước 29,80x11,50m, phần ngoài cũng hình chữ nhật, kích thước 43,60x18,30m. Mặt sân lát bêtông dày 12cm, trong đó lớp vữa trên bề mặt dày 2cm. Lớp này gồm hai phần, dưới màu trắng ngà, làm bằng ximăng và cát thô, lớp trên mịn hơn, màu đỏ huyết. Vì sân này chủ yếu phục vụ cho vua Bảo Đại và các cận thần chơi vào ban đêm nên ở các góc sân có sáu cột đèn điện chiếu sáng cao khoảng 5 mét, và hiện năm cột còn khá nguyên vẹn.
Sân chỉ dùng vào mùa hè nên không có mái che, có lưới bao. Ở phía Đông của sân có một lối ra vào nhỏ thông với điện Kiến Trung. Sân chỉ phục vụ cho người ở Nội cung nên không có cả khán đài, phòng thay quần áo hay những thiết bị mang tính chuyên nghiệp khác. Khi các cuộc thi đấu diễn ra, các đội phục vụ sẽ đem một hàng ghế đặt tại đường biên phía Đông để khán giả ngồi. Khán giả cũng chủ yếu là những người ở Nội cung.
Sân quần vợt của vua Bảo Đại hầu như không còn được sử dụng sau năm 1945 và  dần trở nên hoang phế. Đến năm 2008, trung tâm Bảo tồn di tích Cố đô Huế hoàn thành trùng tu di tích này sau nửa năm thi công.